# Hans Tabor
Hans Rasmussen Tabor, född 25 april 1922 i Köpenhamn, död 19 november 2003, var en dansk ambassadör och politiker. Han var utrikesminister i Jens Otto Krags regering 1967–1968.

## Biografi
Hans Tabor var son till elektrikern Svend Ove Rasmussen (1889–1972) och Dagny Larsen Tabor (1897–?). Han tog studentexamen vid Birkerød statsskole 1940 och blev cand. polit. vid Köpenhamns universitet 1948. Kort därefter blev han sekreterare i OEEC:s generalsekretariat i Paris (1948-1950) och sedan anställd på danska utrikesdepartementet. Han var sedan attaché och ambassadsekreterare för den danska delegationen i OEEC (1952-1956), sekreterare (1956-1958) och därefter kamrer på danska utrikesdepartementet (1958-1959). Från 1959 var han ambassadsekreterare i Bryssel med ansvar för EG och Euratom och från 1961 var han Danmarks fasta representant vid EG, Euratom och Europeiska kol- och stålgemenskapen med titeln minister. Från 1963 var han dansk ambassadör i Bryssel. 1964 förflyttades han till New York som dansk representant i FN och var dansk representant i FN:s säkerhetsråd 1967 samt rådets ordförande under sexdagarskriget i juni samma år. I oktober 1967 utsågs han till Danmarks utrikesminister i Jens Otto Krags socialdemokratiska regering. Detta mandat varade dock endast till valet i februari 1968 och Tabor utsågs till dansk ambassadör i Rom, från 1969 även i Valletta på Malta. Detta uppdrag innehade han till 1974 då han åter blev ambassadör i New York. Han förflyttades dock till Ottawa av utrikesminister Ove Guldberg 1975 efter att han uttalat sin åsikt om att PLO borde ha rätt inta talarstolen i FN:s generalförsamling. Han stannade i Kanada till 1979 då han blev ambassadör i Paris och Danmarks fasta representant i OECD. Dessa uppdrag innehade han till 1986 då han blev ambassadör i Oslo.